# النادي الأهلي (مخيم النصيرات)
نادي شباب أهلي النصيرات هو نادي رياضي فلسطيني من قطاع غزة من المحافظة الوسطى من مخيم النصيرات.